# 1976年夏季残疾人奥林匹克运动会法国代表团
1976年夏季残疾人奥林匹克运动会法国代表团是法国派出的1976年夏季残疾人奥林匹克运动会代表团。获得23枚金牌、21枚银牌和14枚铜牌。